# Eupithecia licita
Eupithecia licita är en fjärilsart som beskrevs av Louis Beethoven Prout 1917. Eupithecia licita ingår i släktet Eupithecia och familjen mätare. Inga underarter finns listade i Catalogue of Life.